# Helvella atra
Helvella atra (Johann Gerhard König, 1770) din încrengătura Ascomycota în familia Helvellaceae și de genul Helvella este o ciupercă destul de gustoasă, dar numai restrâns comestibilă. Ea este denumită în popor mitră neagră. Acest burete saprofit crește solitar sau în grupuri, fiind locuitor de soluri sărace, nisipoase și alcaline. Se poate găsi în România, Basarabia și Bucovina de Nord în pădurile de foioase și mixte de-a lungul marginilor acestora, prin luminișuri, dar de asemenea în parcuri. Crește la nivelul unui larg palier altitudinal, de la câmpie la munte, din iunie până în octombrie (noiembrie). Se spune că ar fi o specie rar întâlnită, dar este o ciupercă destul de comună și „raritatea” sa se datorează în primul rând coloritului cu care se camuflează foarte bine prin vegetația din jur.

## Descriere

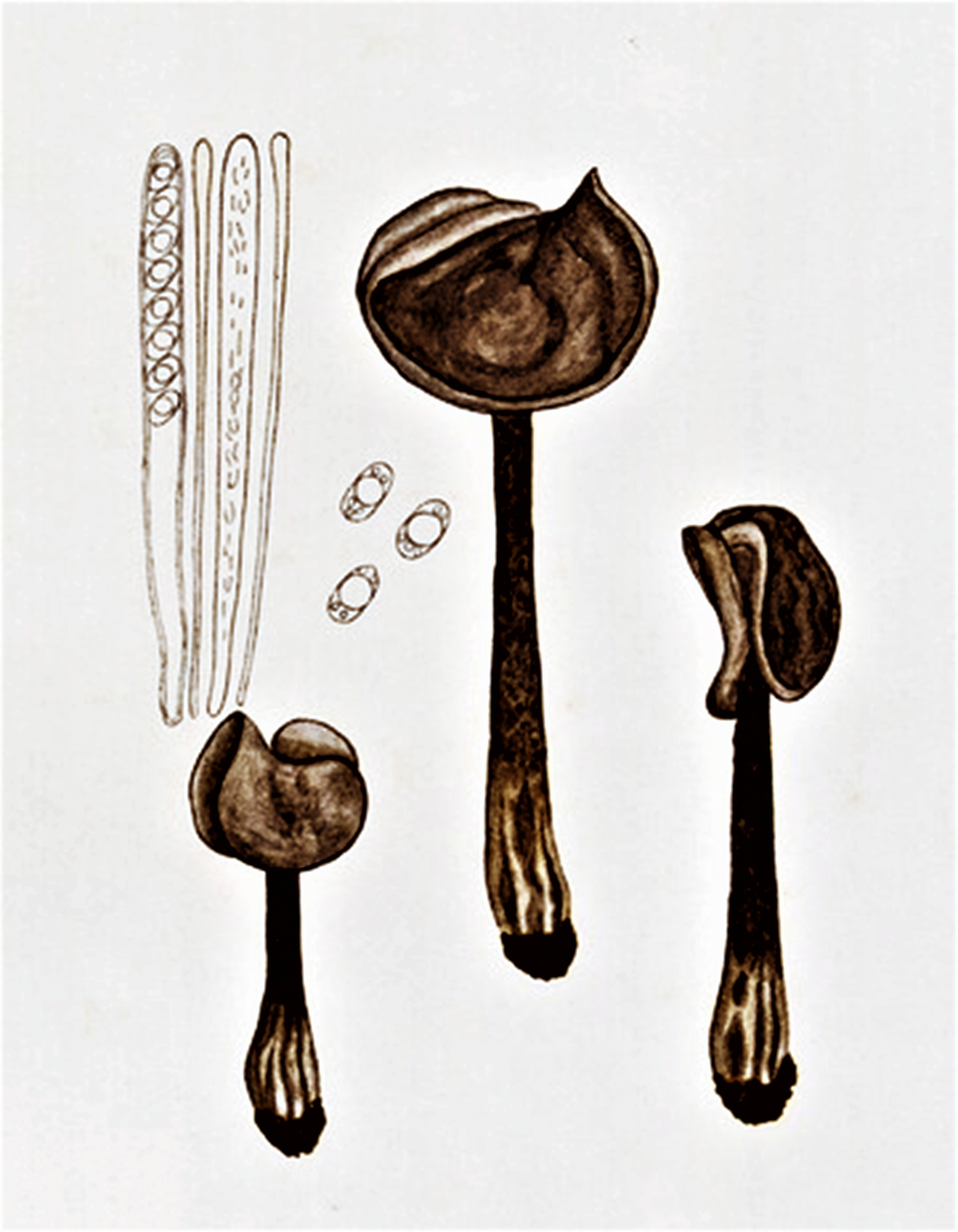
Bres.: Helvella atra

- Corpul fructifer: are un diametru de 3-6 cm. Regiunea fertilă circulară este friabilă, fiind formată din doi lobi aproape netezi, cu un aspect caracteristic de șa care se răsfrâng în jos spre picior. Nu rar se arată cucuiat și umflat, câteodată chiar în forma de glugă cu colțișoare. Stratul producător de spori se află pe suprafața uscată netedă și catifelată exterioară (la umezeală lipicioasă și unsuroasă), unde variază în colorit de la brun-închis la brun-negricios. Suprafața interioara este netedă și colorată mai deschis, fiind gri-albicioasă până cenușie și adesea brumată.
- Piciorul: are o înălțime de 3-5, câteodată până la 10 cm și o grosime de 0,4-0,7 (1) cm, este mai mult sau mai puțin cilindric, ceva îngroșat la bază, cu o consistență mai dură decât pălăria, fiind fin păros și ușor brăzdat longitudinal pe dinafară. Interiorul este inițial plin, dar repede împăiat medular. Coloritul exterior poartă același ca și pălăria, fiind însă mai deschis spre bază.
- Carnea: este albicioasă până la gri deschis, subțire și fragilă în pălărie, dar mai tare, puțin elastică, în picior. Mirosul este în tinerețe aromatic, iar gustul este plăcut. La bătrânețe ciupercile sunt atacate frecvent de viermi.
- Caracteristici microscopice: are spori de culoare albă, lat elipsoidali, netezi, hialini (translucizi), cu o picătură uleioasă mare în mijloc, având o mărime de 17-18 x 10-12 microni. Asciile de 250 x 15 microni lungime conțin fiecare câte 8 spori.
- Reacții chimice: nu sunt cunoscute.[3][4]

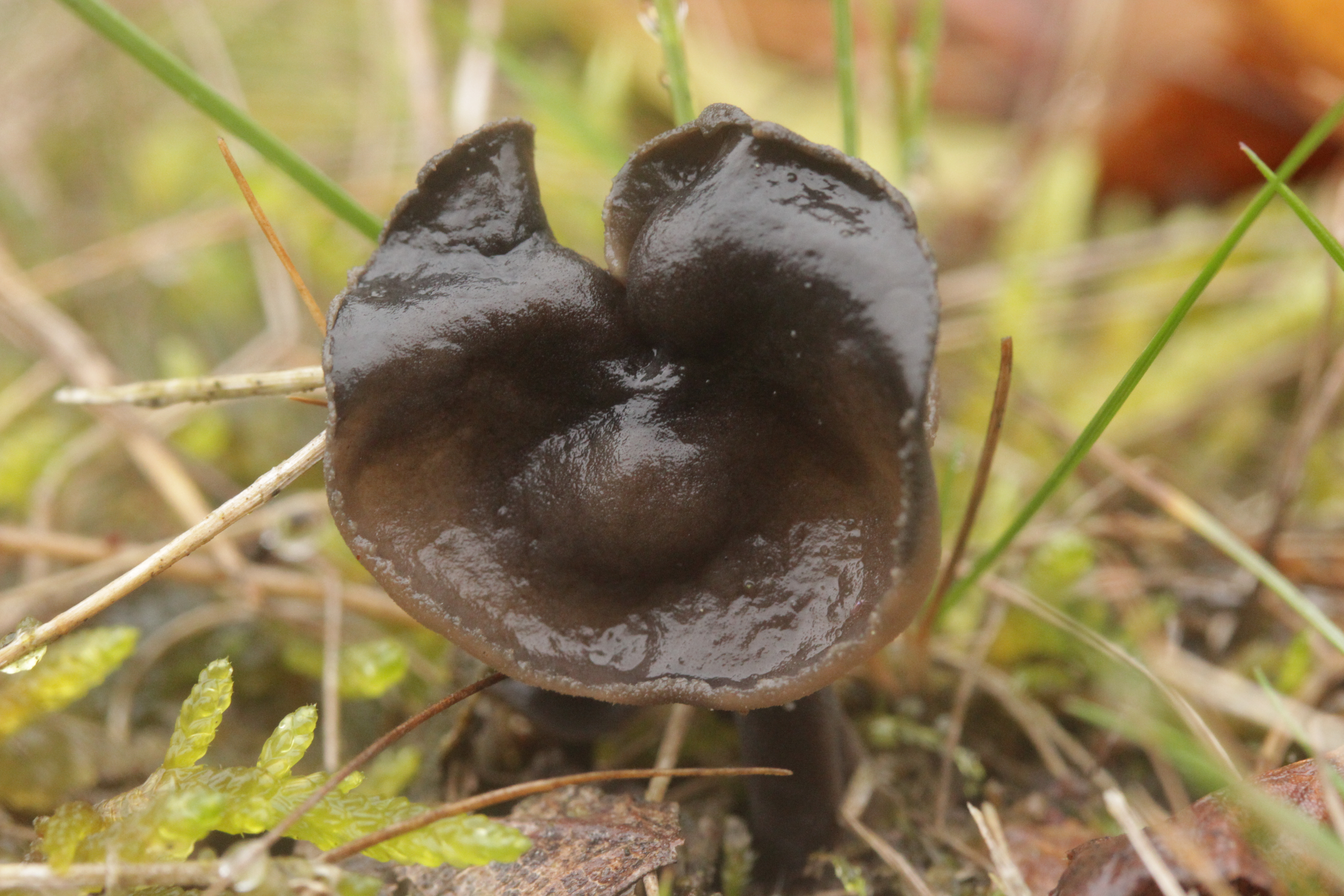
H. atra, suprafața la umezeală
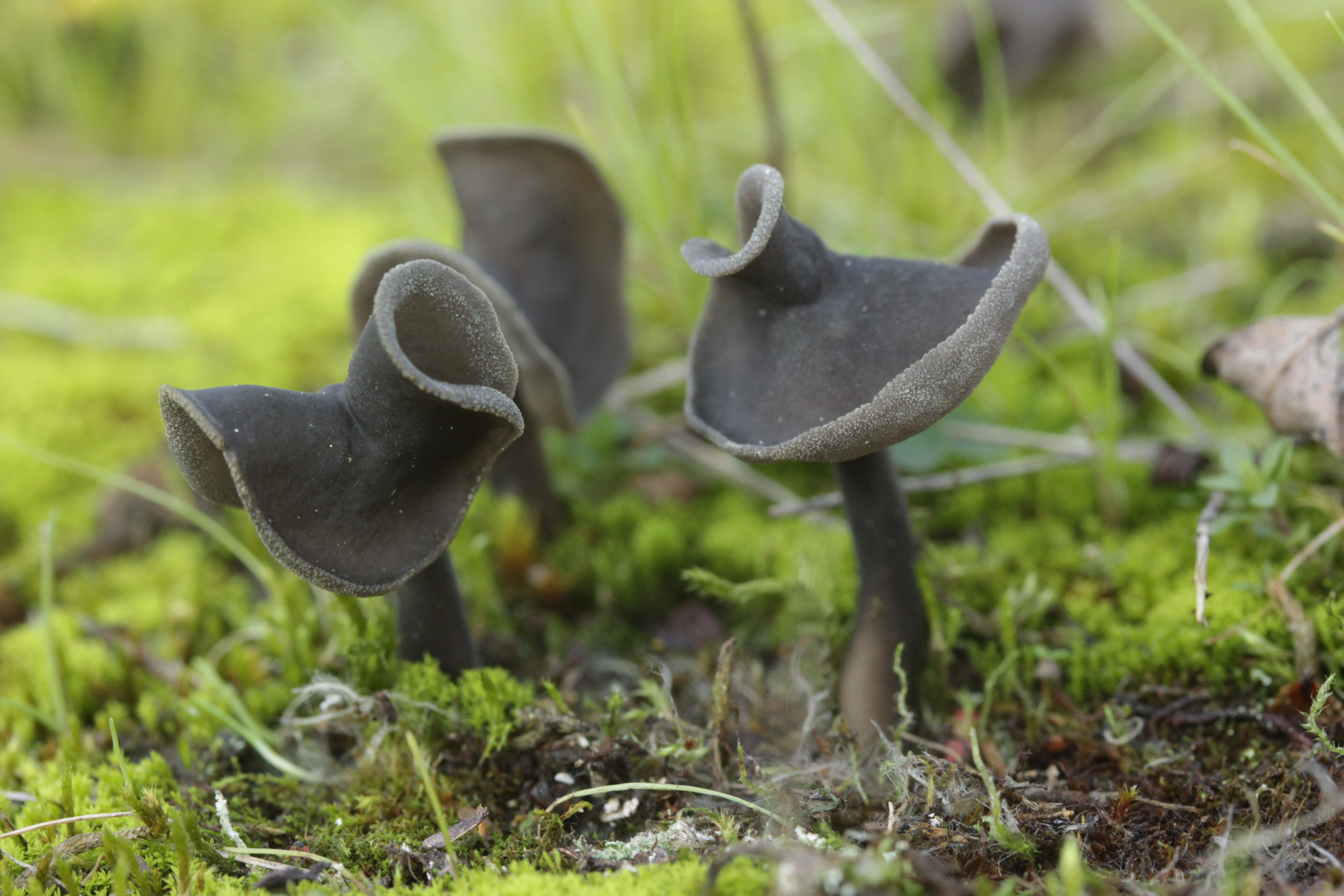
H. atra tinere
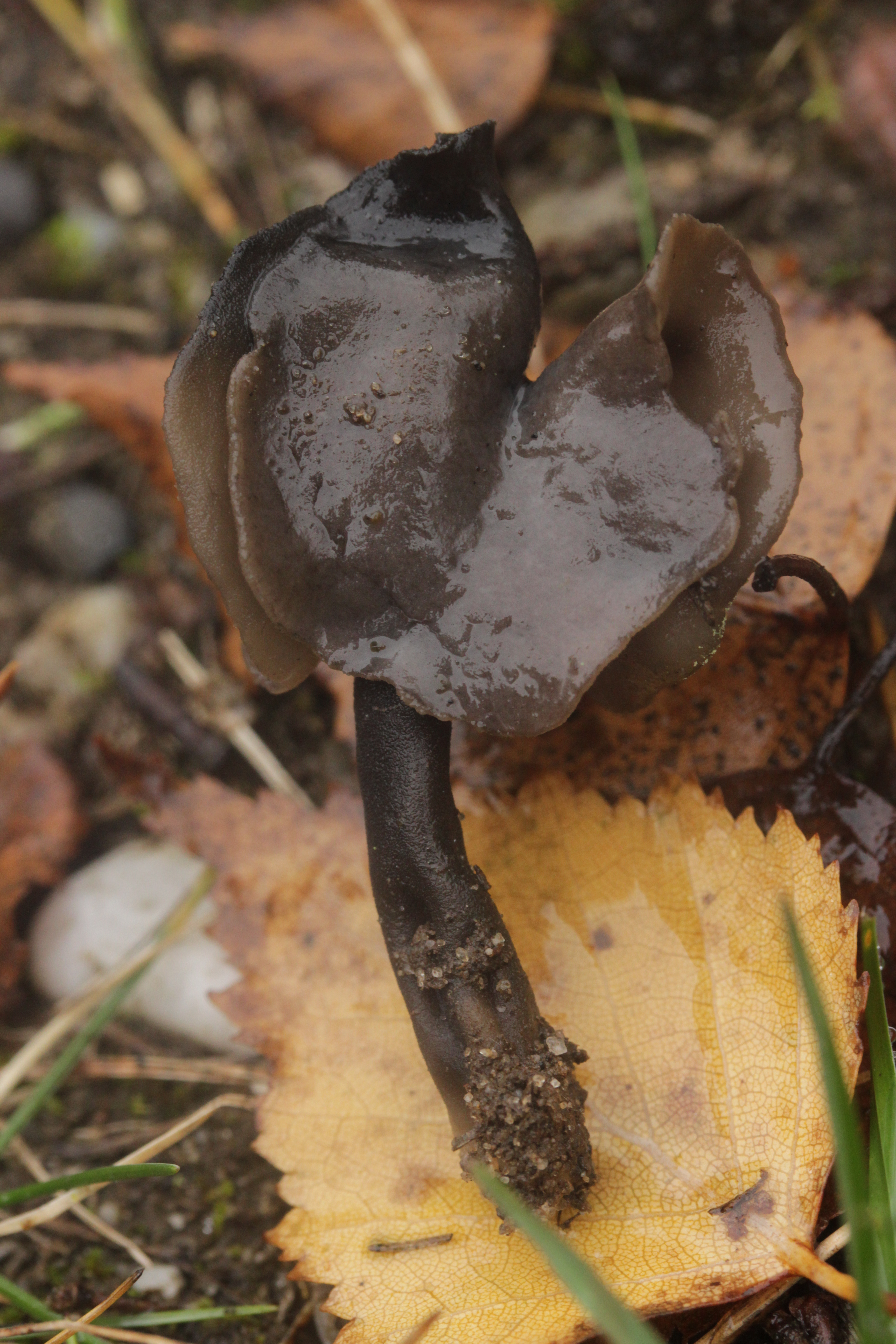
H. atra mai bătrână
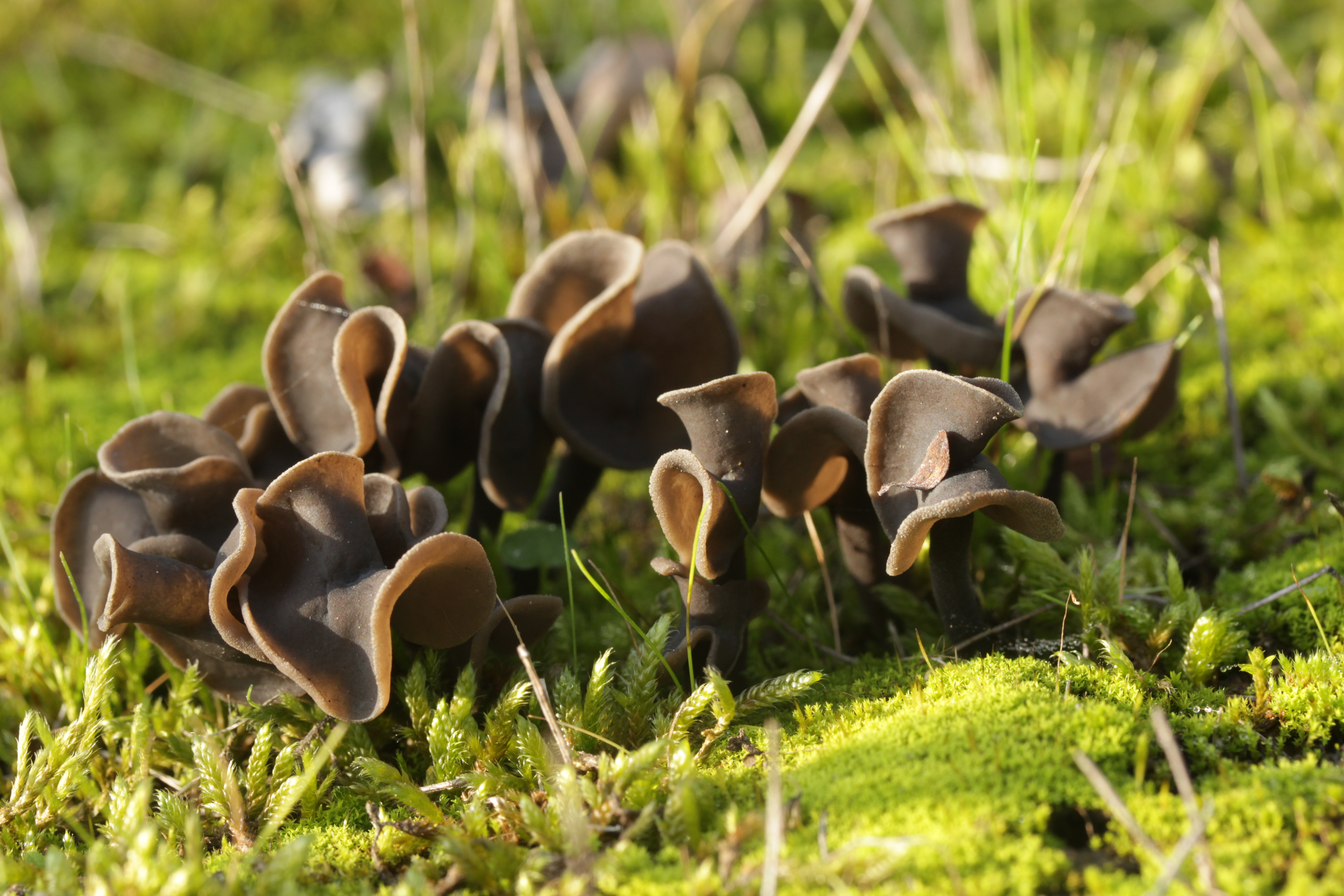
H. atra, grup

## Confuzii
Mitra neagră poate fi confundată cu specii asemănătoare, ca de exemplu: Gyromitra infula (comestibilă, destul de rară), Helvella acetabulum (comestibilă), Helvella capucina, Helvella elastica (comestibilă),  Helvella ephippium (necomestibilă), Helvella fusca (comestibilă), Helvella lacunosa (comestibilă), Helvella macropus, Helvella monachella (comestibilă), Helvella solitaria sau Helvella spadicea.

## Specii de ciuperci asemănătoare

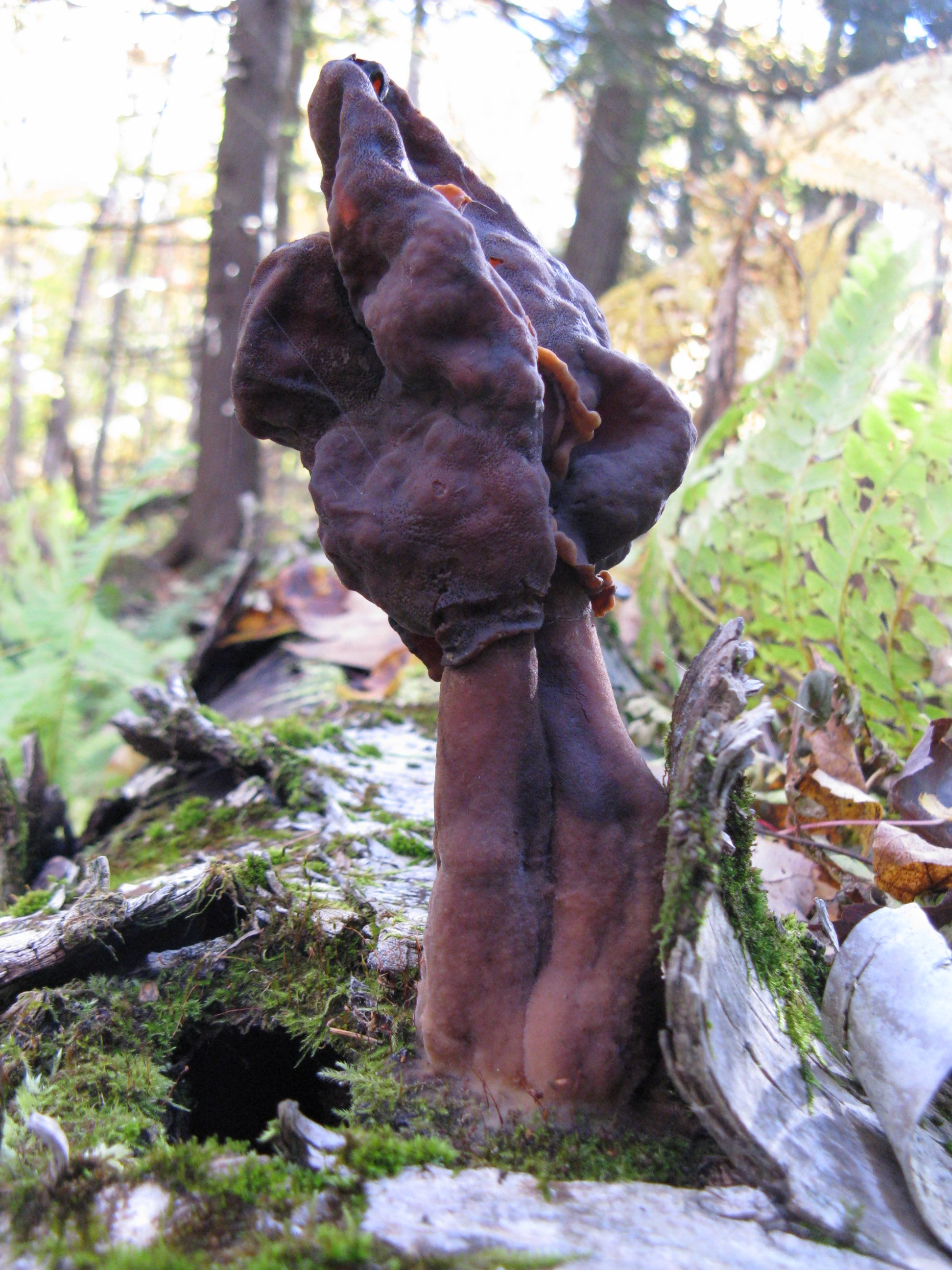
Gyromitra infula
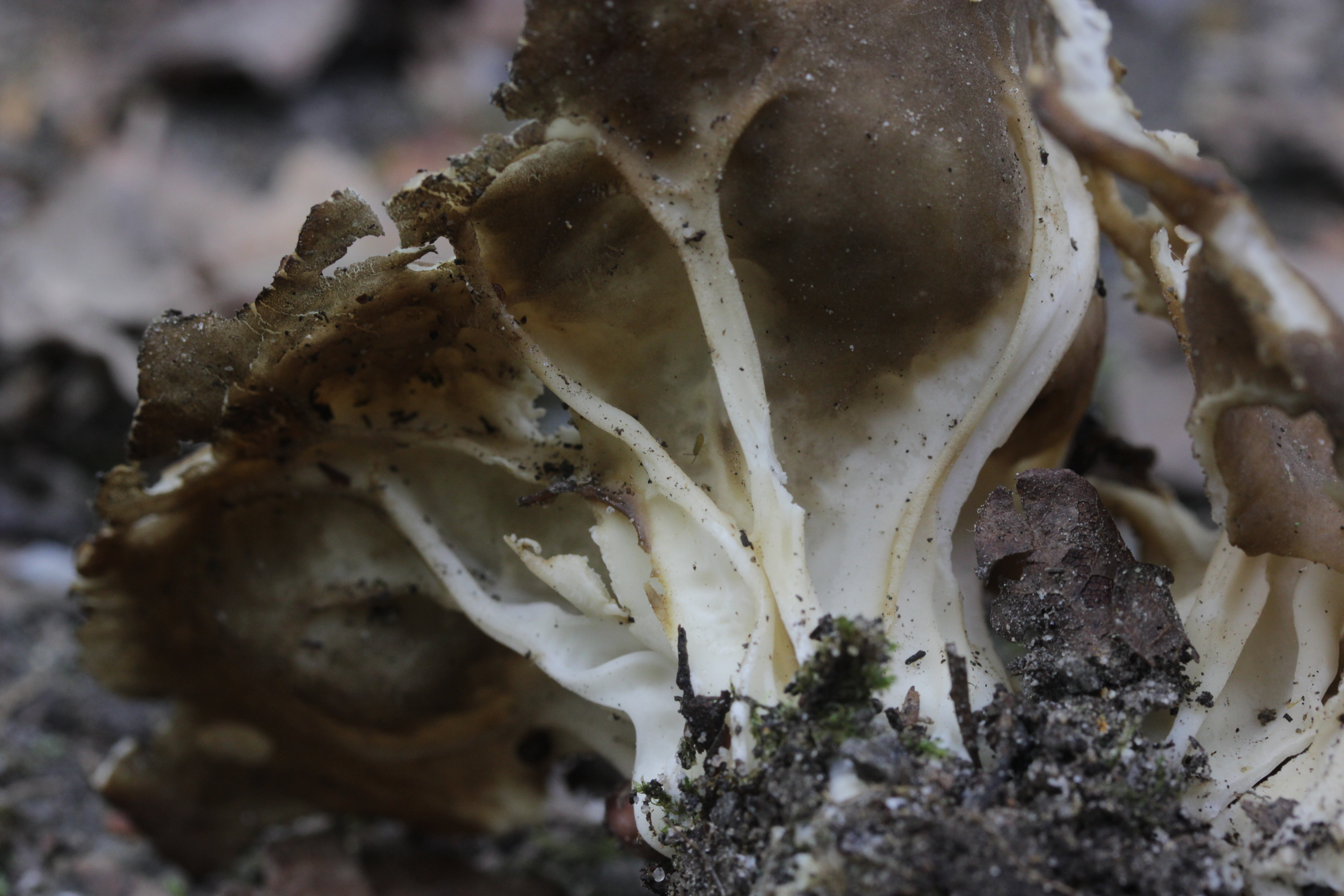
Helvella acetabulum
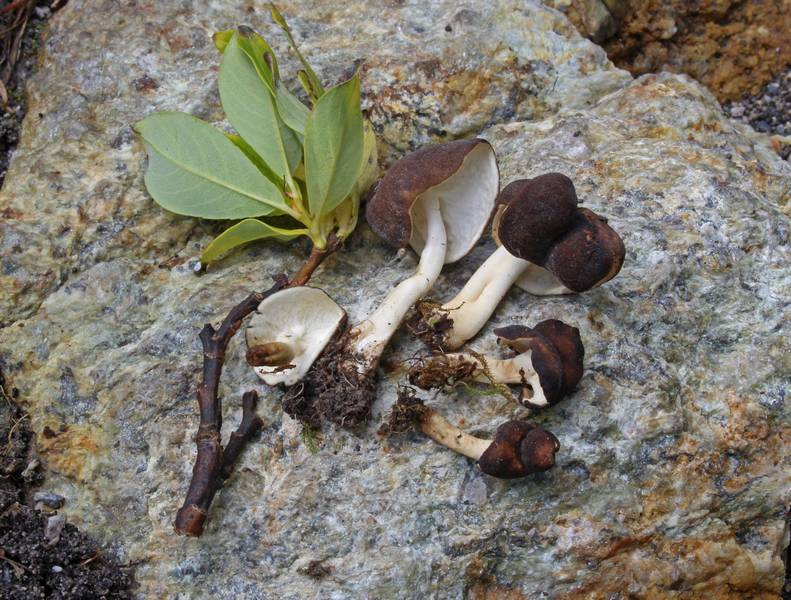
Helvella capucina
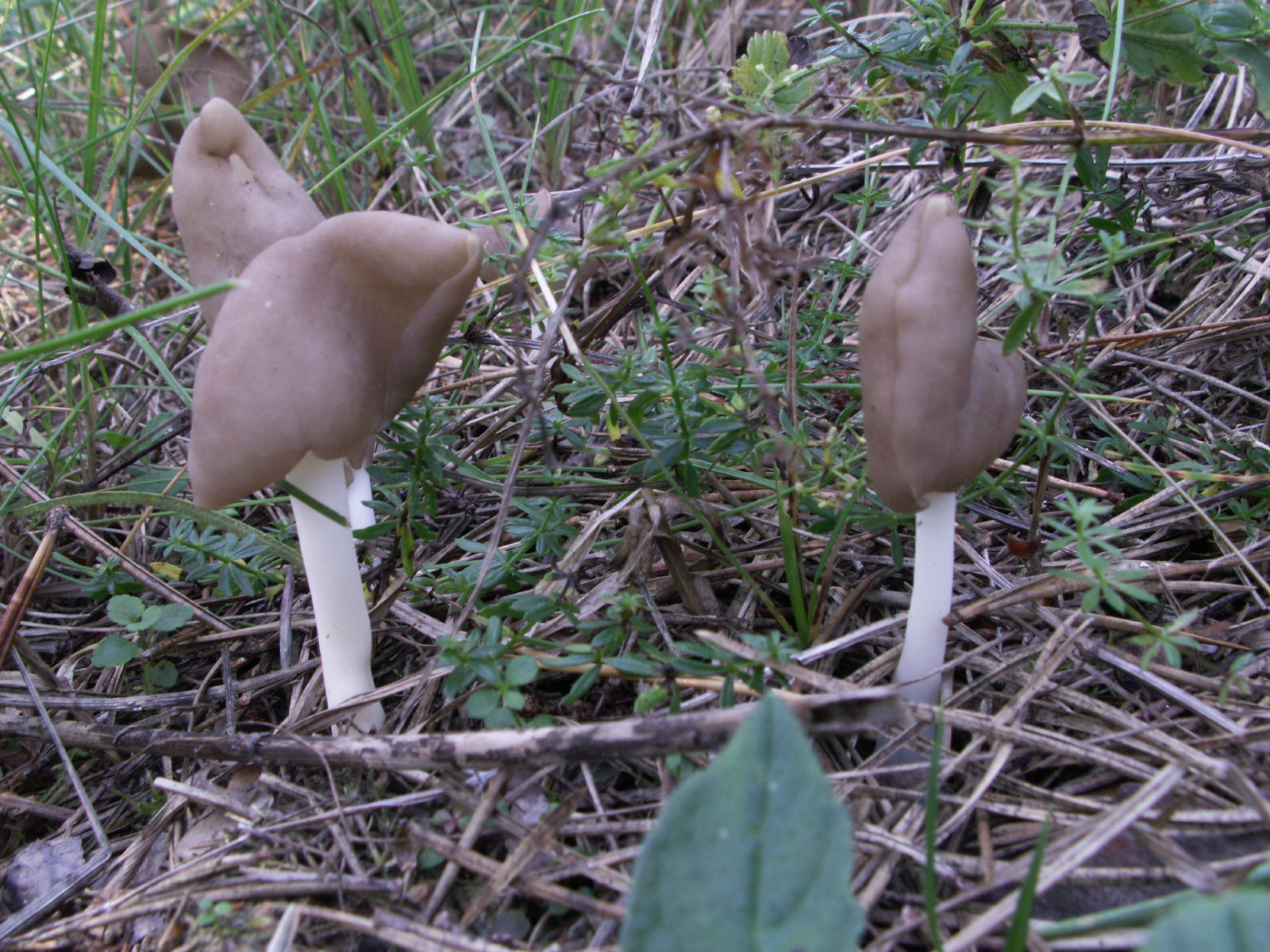
Helvella elastica

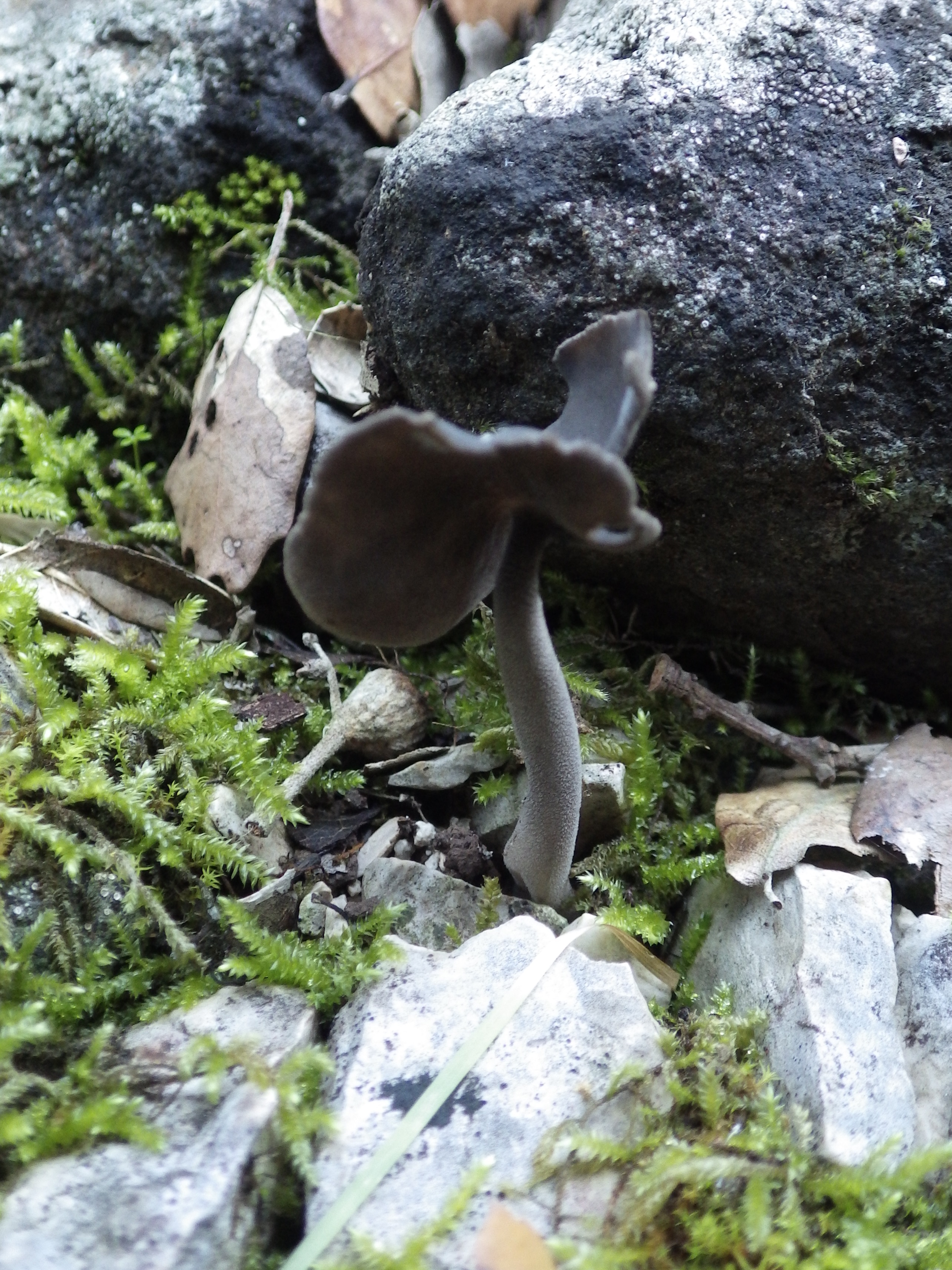
!Helvella ephippium!
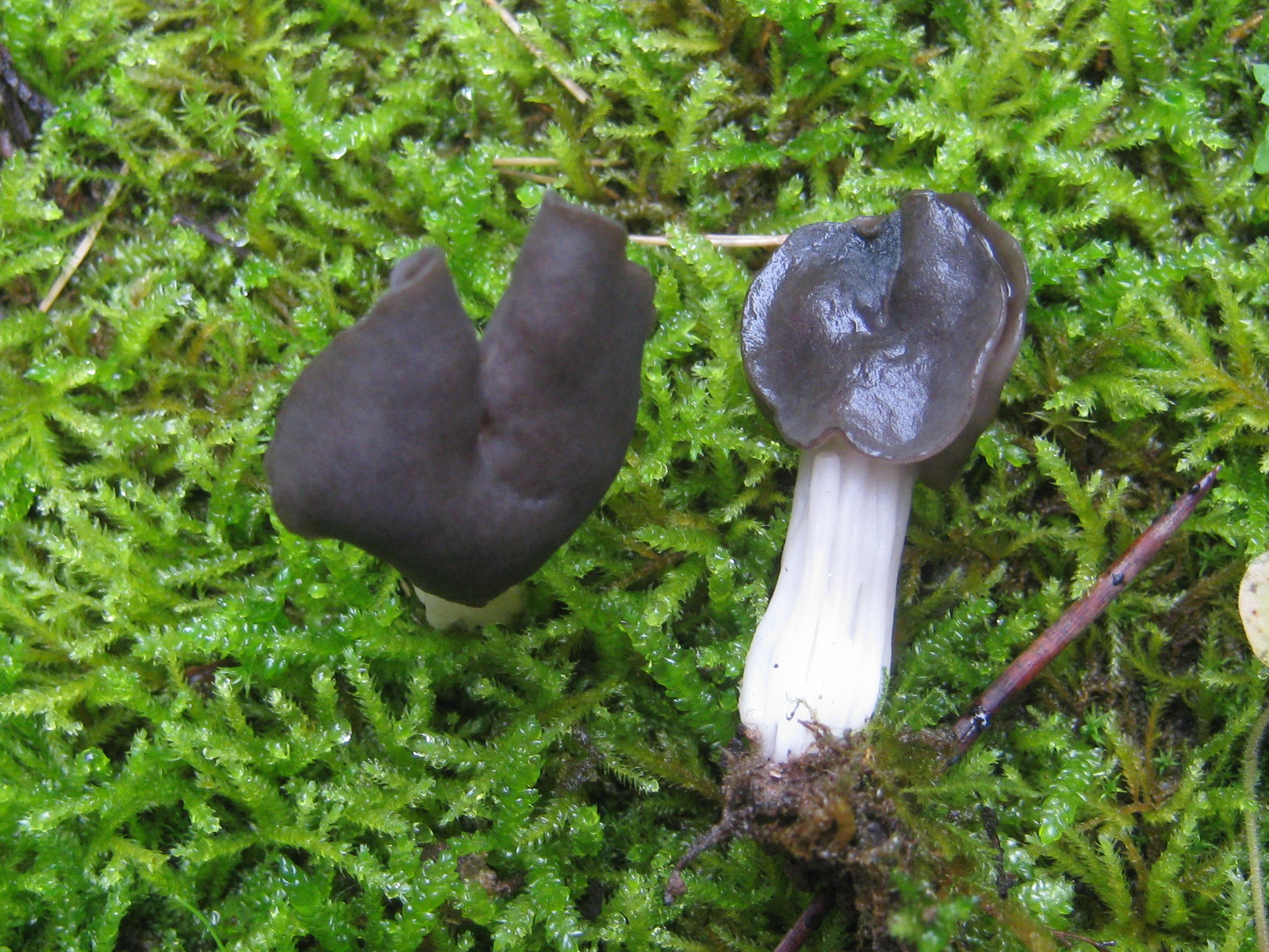
Helvella fusca
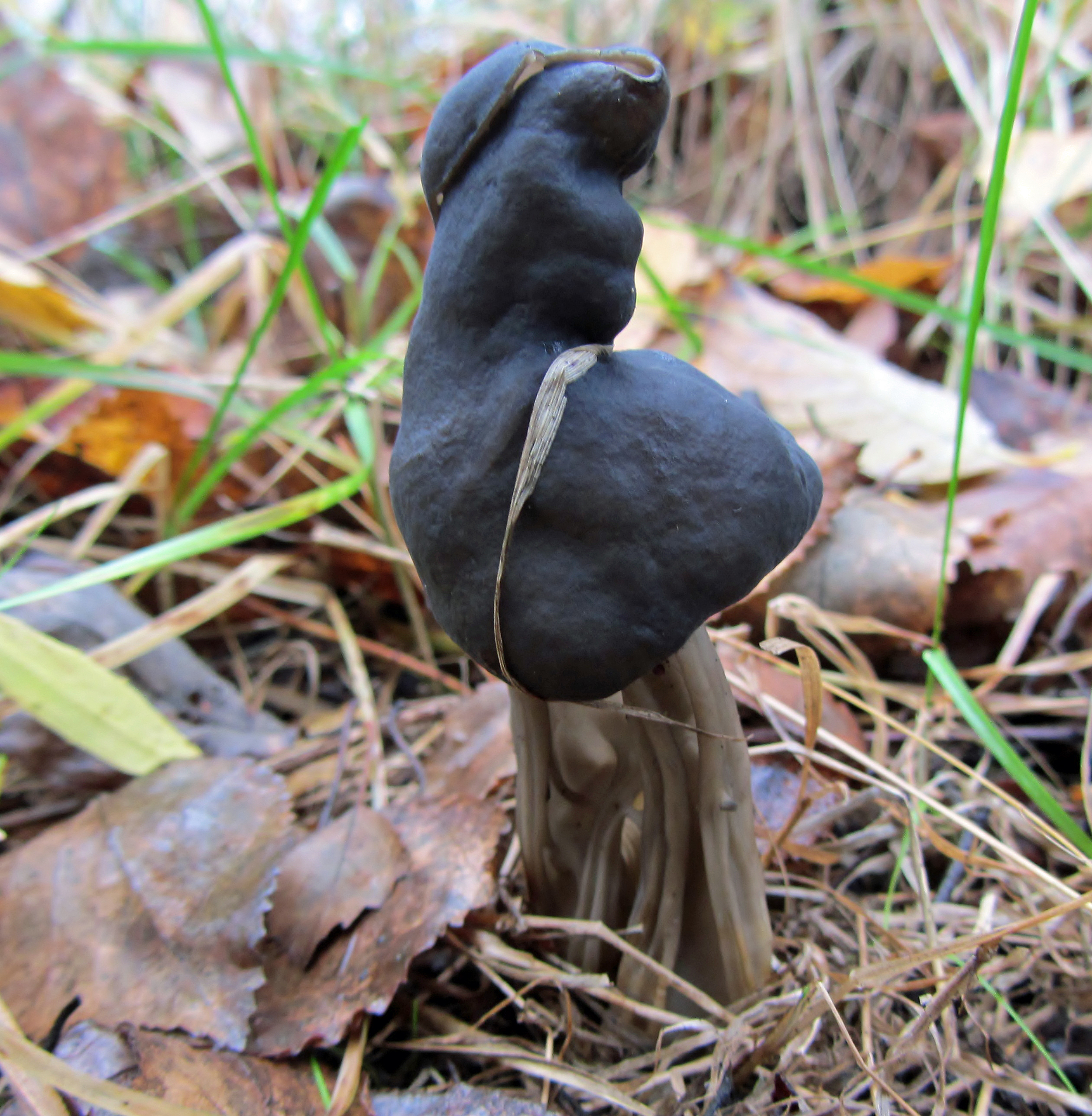
Helvella lacunosa
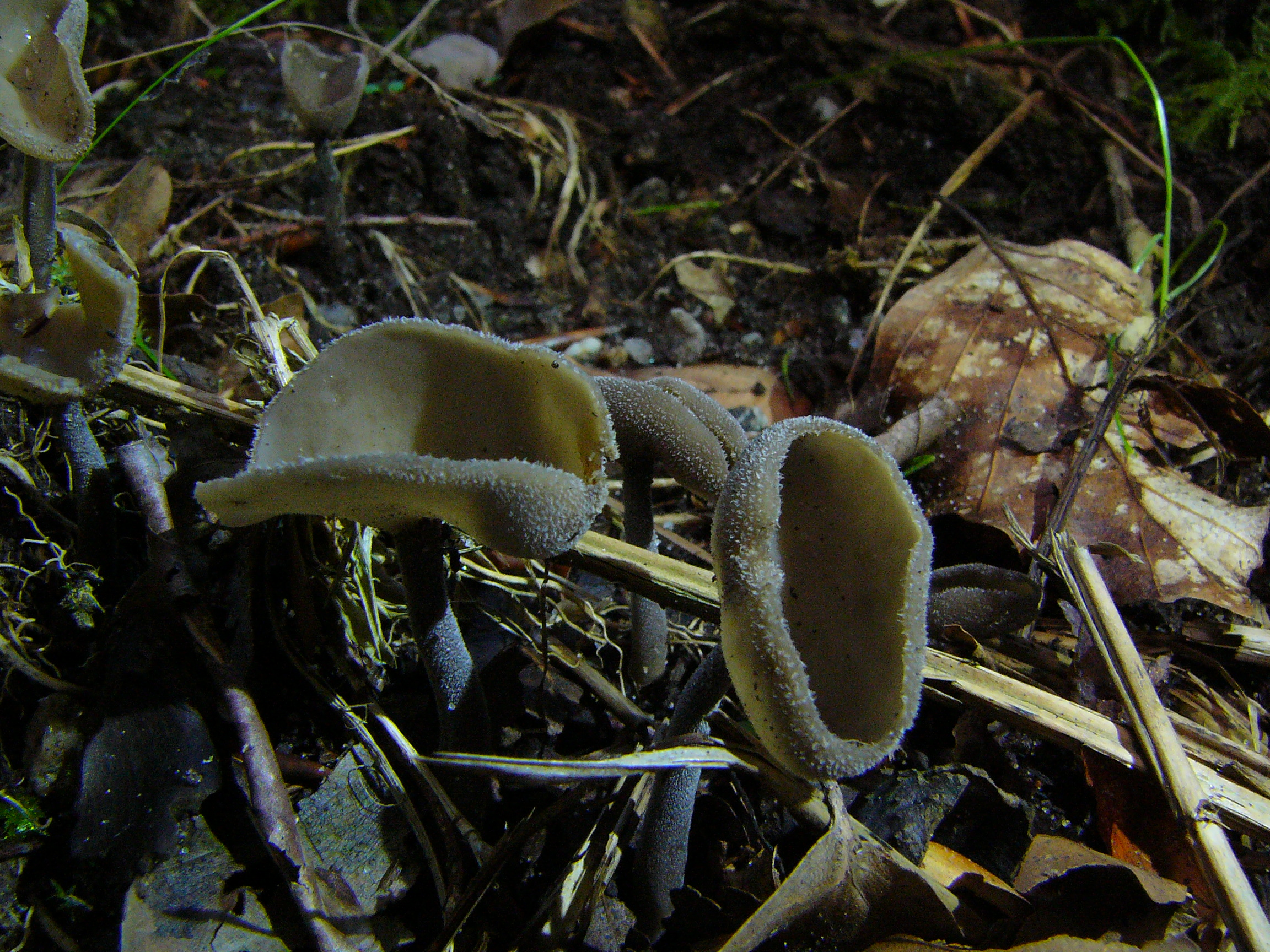
Helvella macropus

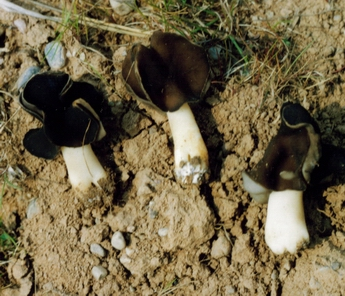
Helvella monachella
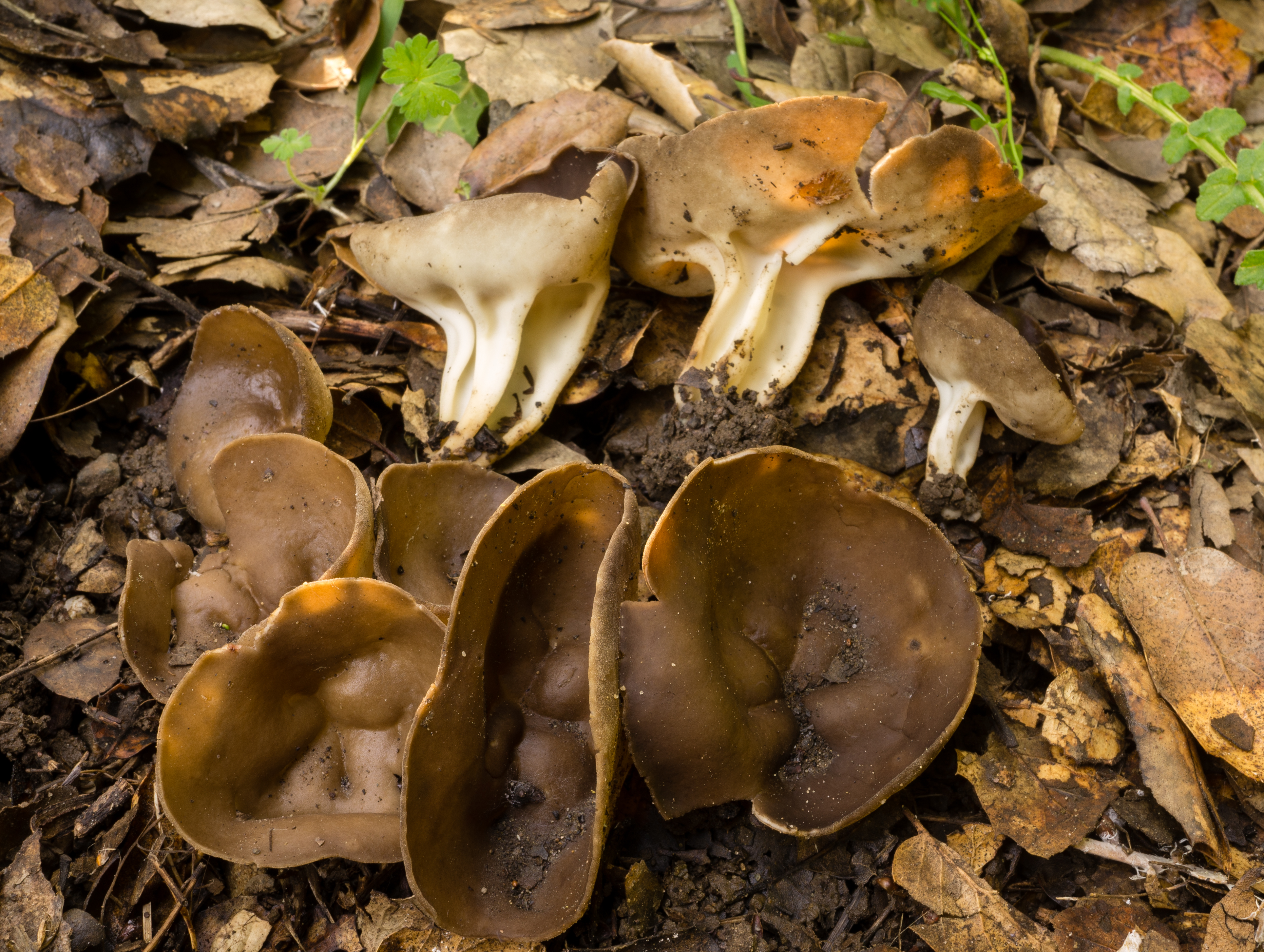
Helvella solitaria
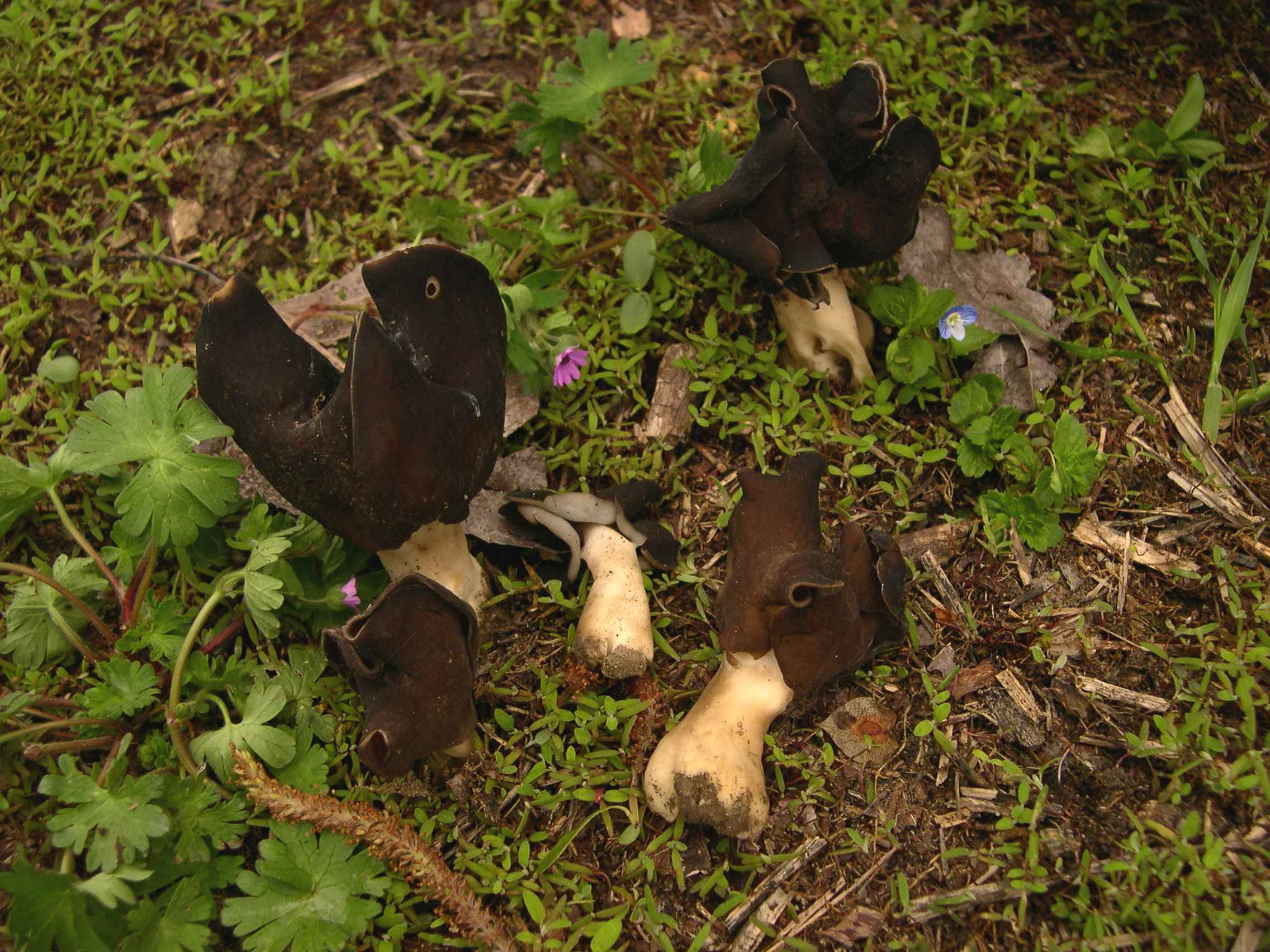
Helvella spadicea

## Valorificare

Formula structurală a giromitrinei

Vorbind despre ciuperci, trebuie menționat caracterul duplicitar al tot mai multor ciuperci din zilele noastre, printre care se enumeră și această specie. Fiind considerată de mult timp ca ciupercă comestibilă de calitate destul de bună, azi această calitate este contestată de câțiva micologi, existând studii [elvețiene] care au arătat ca ea conține toxina numită giromitrină în doze mici. Este un fapt acceptat astăzi că multe soiuri de zbârciogi conțin respectiva toxină. Soiul este consumat până în prezent în unele părți.
Trebuie menționat că mitra neagră nu poate fi mâncată crud, deoarece conține toxina mai sus numită, aceasta însă distrugându-se în timpul tratamentului termic sau la uscarea ciupercilor respective, după o perioadă mai lungă. De asemenea, consumat în porții mari, mitra neagră poate cauza reacții neplăcute la persoane sensibile sau copii, pentru că ciuperca este cam greu de digerat și în cazul unei fierberi prea scurte ar putea să rămână resturi ale toxinei în mâncare (ca la alți zbârciogi). Ciuperca trebuie să fie curățată grijuliu (s-ar putea să se ascundă insecte în cavitățile piciorului), opărită și fiartă, ca toate speciile Helvella și Morchella. Potrivit pentru consum sunt numai exemplare tinere.
Mitra neagră poate fi preparată ca Zbârciogul negru.
În consecință, se recomandă precauție.

## Bibiliografie
- Marcel Bon: “Pareys Buch der Pilze”, Editura Kosmos, Halberstadt 2012, ISBN 978-3-440-13447-4
- Bruno Cetto, vol. 1-3, 4, 7 (vezi sus)
- Rose Marie Dähncke: „1200 Pilze in Farbfotos”, Editura AT Verlag, Aarau 2004, p. 526, ISBN 3-8289-1619-8
- Ewald Gerhard: „Der große BLV Pilzführer“ (cu 1200 de specii descrise și 1000 fotografii), Editura BLV Buchverlag GmbH & Co. KG, ediția a 9-a, München 2018, ISBN 978-3-8354-1839-4
- Jean-Louis Lamaison & Jean-Marie Polese: „Der große Pilzatlas“, Editura Tandem Verlag GmbH, Potsdam 2012, ISBN 978-3-8427-0483-1
- J. E. și M. Lange: „BLV Bestimmungsbuch - Pilze”, Editura BLV Verlagsgesellschaft, München, Berna Viena 1977, ISBN 3-405-11568-2
- Hans E. Laux: „Der große Pilzführer, Editura Kosmos, Halberstadt 2001, p. 180-181, ISBN 978-3-440-14530-2
- Till E. Lohmeyer & Ute Künkele: „Pilze – bestimmen und sammeln”, Editura Parragon Books Ltd., Bath 2014, ISBN 978-1-4454-8404-4
- Meinhard Michael Moser: „Kleine Kryptogamenflora der Pilze - Partea a.: „ Höhere Phycomyceten und Ascomyceten”. Partea b: „Kleine Kryptogamenflora de Helmut Gams” Editura G. Fischer, Jena 1950